# Биохимия на растенията
Биохимията на растенията е дял от общата биохимия и изучава химичните съединения и техните превръщания в растителния организъм.
Биохимията на растенията изследва:
- Химичен състав на растенията
- Белтъци (протеини) и ензими (ферменти)
- Основни биохимични реакции и процеси
- Биосинтез и разграждане на:
  - въглехидрати
  - органични киселини
  - липиди
  - нуклеинови киселини
  - аминокиселини и белтъци
  - изопреноиди
  - фенолни съединения
  - алкалоиди и гликозиди
  - витамини
- Интеграция и регулация на биохимичните процеси в растението